# Бруней на літніх Олімпійських іграх 1988
Бруней на літні Олімпійських іграх 1988 направив одну офіційну особу, але не надіслав спортсменів. Повноцінна спортивна участь відбулася лише через 8 років.